# Sparasion sinense
Sparasion sinense är en stekelart som beskrevs av Walker 1852. Sparasion sinense ingår i släktet Sparasion och familjen Scelionidae. Inga underarter finns listade i Catalogue of Life.